# Zámek Nový Haimhausen
Zámek Nový Haimhausen stojí v bývalé osadě Nový Haimhausen, od roku 1945 části Broumova v okrese Tachov, poblíž Hamerského potoka.

## Historie
Osadu nechal založit Zikmund z Haimhausenu, který měl v letech 1724–1793 ve správě panství Chodová Planá. K založení došlo z důvodu rozvoje hutnictví v oblasti. Majetek po Zikmundově smrti zdědila jeho dcera Johana a ta jej roku 1818 odkázala s přídomkem Heimhausen svému vnukovi Kajetánu z Berchem-Haimhausenu. Lovecký zámeček byl v osadě postaven Johanem Ernstem z Berchem-Haimhausenu v 70. letech 19. století pod vedením stavebního mistra A. Libela. Dvoupatrový objekt zámku připomíná svým vzhledem vilu z období romantismu. Později byl využíván jako správní budova pionýrského tábora, dnes jej vlastní soukromý majitel.